# Heath Miller (football américain)
Pour les articles homonymes, voir Heath Miller et Miller.
(en) Statistiques sur pro-football-reference
Earl Heath Miller, Jr., né le 22 octobre 1982 à Richlands, est un joueur américain de football américain.
Il a joué comme tight end pour les Steelers de Pittsburgh en National Football League (NFL) de 2005 à 2015. Il a remporté avec eux deux Super Bowls (XL et XLIII).